# Morocco World News
Morocco World News (MWN) és un diari digital en anglès amb seu a Rabat i Washington DC. S'hi publiquen notícies sobre el Marroc i la regió MENA (Orient Mitjà i Nord d'Àfrica) en una àmplia gamma de temes com la cultura, la política, l'economia, les relacions internacionals, la tecnologia, l'esport i el Sàhara Occidental.
MWN va ser fundada el maig de 2011 per Samir i Adnane Bennis, dos germans marroquins que vivien en aquella època a Ciutat de Nova York. El 2017, va traslladar la seu estatunidenca de Ciutat de Nova York a Washington DC. El 2019, el mitjà de comunicació comptava amb periodistes i editors a Washington DC, Ciutat de Nova York, Rabat, Essaouira, Fes i els Països Baixos. Samir Bennis ha estat el seu redactor en cap, analista polític i autor des dels seus inicis, i Adnane Bennis ha estat l'editor gerent. En algunes ocasions s'ha citat com a font de notícies del Daily American, The Washington Post, Al Arabiya English i British NewsNow.